# Cottus hypselurus
Cottus hypselurus is een straalvinnige vissensoort uit de familie van de donderpadden (Cottidae). De wetenschappelijke naam van de soort is voor het eerst geldig gepubliceerd in 1985 door Robins & Robison.